# Palais Smith Mangilli Valmarana
Pour les articles homonymes, voir Mangilli.
Le palais Smith Mangilli Valmarana (ou Palazzo Mangilli Valmarana Smith ou Palazzo Mangilli Valmarana) est un palais de Venise, dans le sestiere de Cannaregio (N.A.4392) sur le Grand Canal à l'embouchure du rio dei Santi Apostoli; il se situe à droite du palais Michiel del Brusà.